# کیو اینترکتیو
کیو اینترکتیو (انگلیسی: Cave Interactive) شرکت بازی ویدئویی ژاپنی است، که در سال ۱۹۹۴ تأسیس شد.